# Edificio Ferretería Kautsch
El edificio Ferretería Kautsch es una construcción boliviana de valor patrimonial ubicada en la calle Sagárnaga del barrio de San Sebastián, en la ciudad de La Paz, es parte del Conjunto Patrimonial San Francisco y su valor patrimonial es considerado monumental.
El nombre dado a la edificación se debe a la Ferretería ubicada en la planta baja, la misma, denominada Kautsch SRL, ocupa el cuerpo central del frontis, el edificio posee tres pisos y es contiguo al Edificio Galería República ambos enmarcan el atrio de la Basílica de San Francisco.

## Valor Patrimonial
Catalogado como Patrimonio Monumental se calcula su fecha de construcción entre 1901 y 1929, su estado de conservación es bueno y las actividades predominantes que se desarrollan en su interior son: comercio y vivienda.